# Sint-Martinuskerk (Beetgum)
De Sint-Martinuskerk is een kerkgebouw in Beetgum in de Nederlandse provincie Friesland. Het kerkgebouw is een rijksmonument.

## Beschrijving
De kerk (het schip) werd gebouwd in 1669-1672 op de fundamenten van een kerk die in 1669 was afgebroken en die gewijd was aan de heilige Martinus. In 1862 werd het zadeldak van de middeleeuwse kerktoren vervangen door een spits. 
Het orgel uit 1726 van Christian Müller werd in 1862 verplaatst naar de Stefanuskerk in Westerbork. Het nieuwe orgel uit 1862 van Petrus van Oeckelen werd in 1979 gerestaureerd door Bakker & Timmenga. De preekstoel dateert uit het jaar 1673. Onder het koor bevindt zich de grafkelder van de familie Thoe Schwartzenberg en Hohenlansberg, initiatiefnemer tot de herbouw van de kerk. De grafkelder is gedekt door stergewelven.

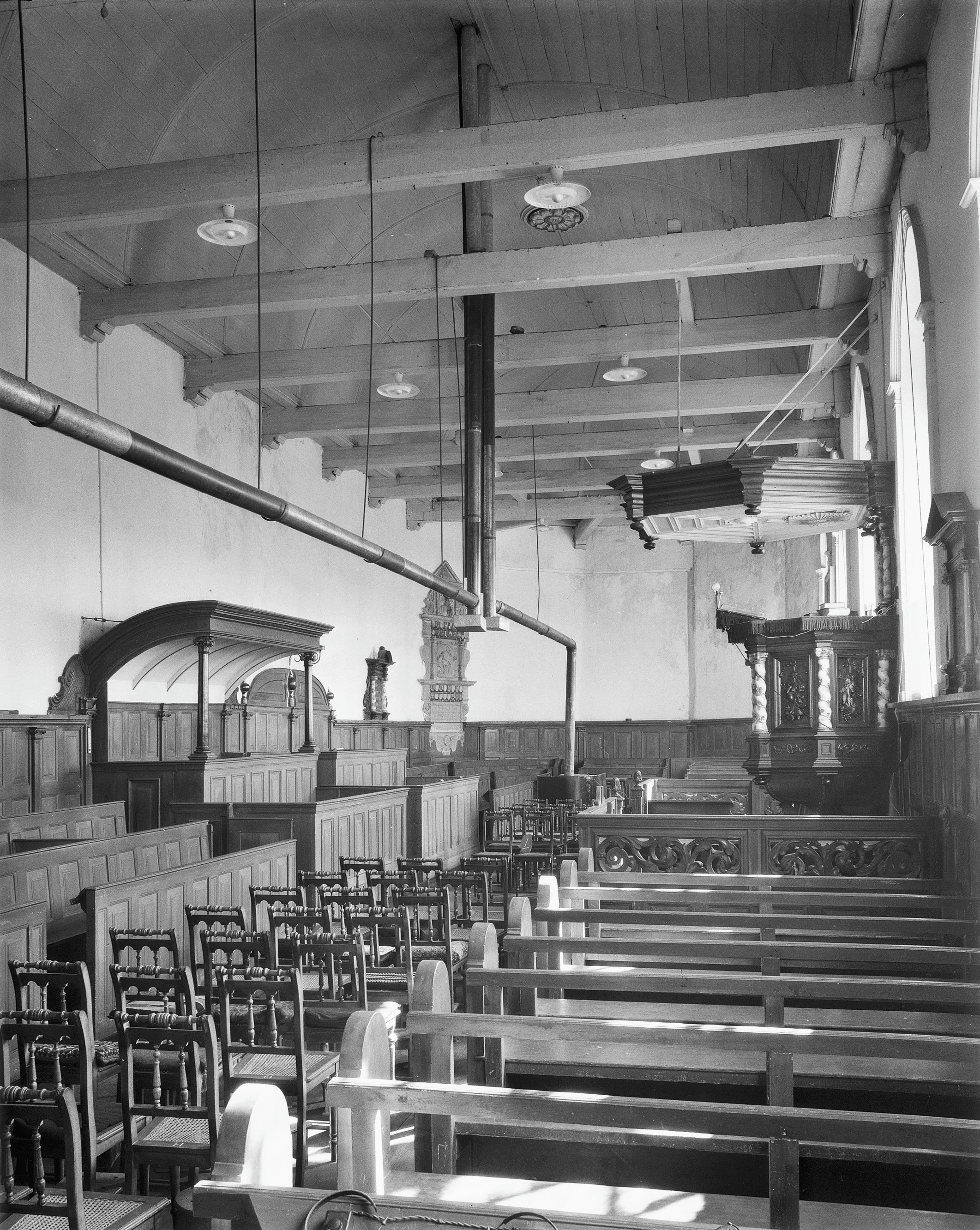
Interieur met preekstoel (1959)
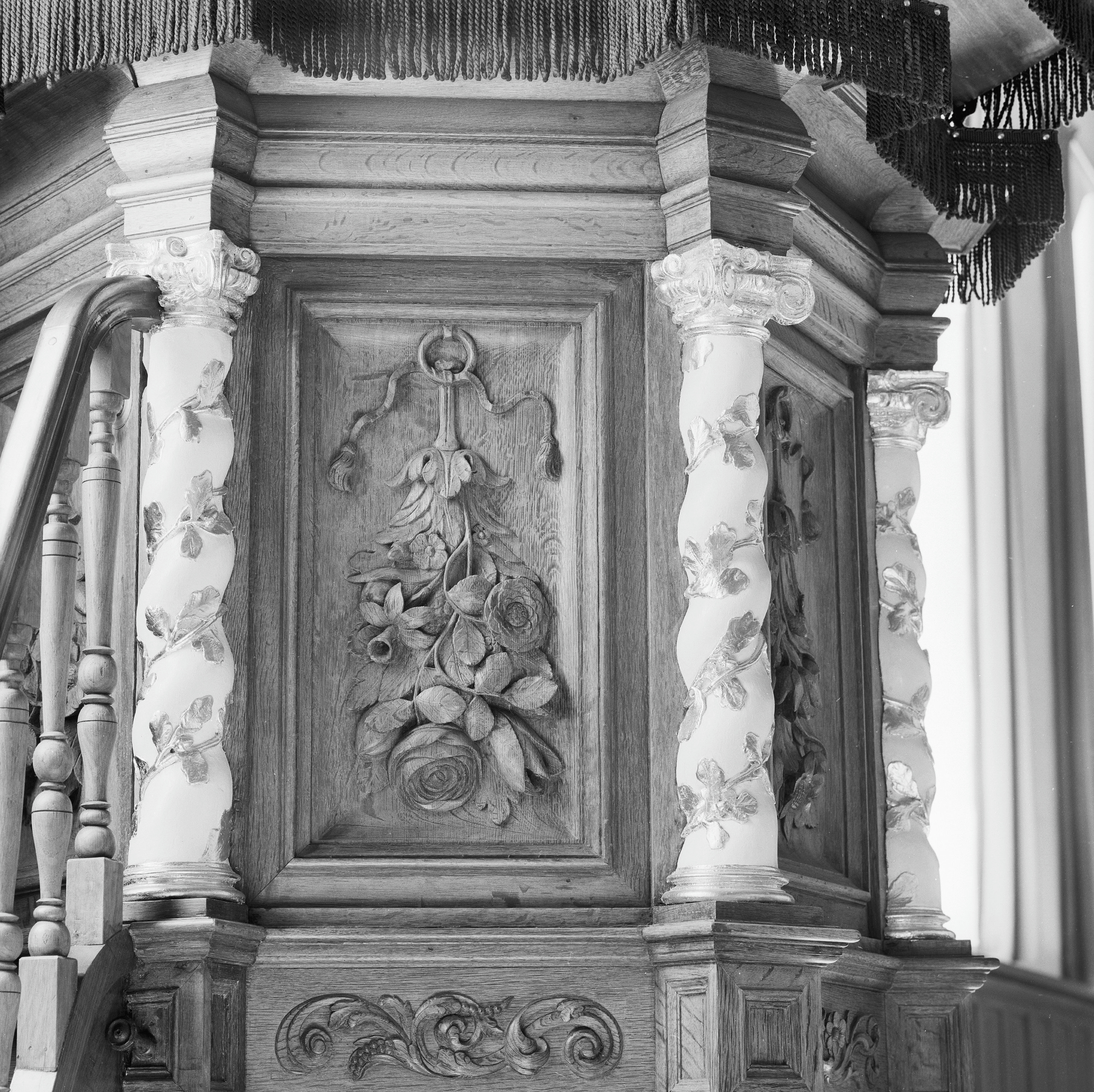
Detail preekstoel
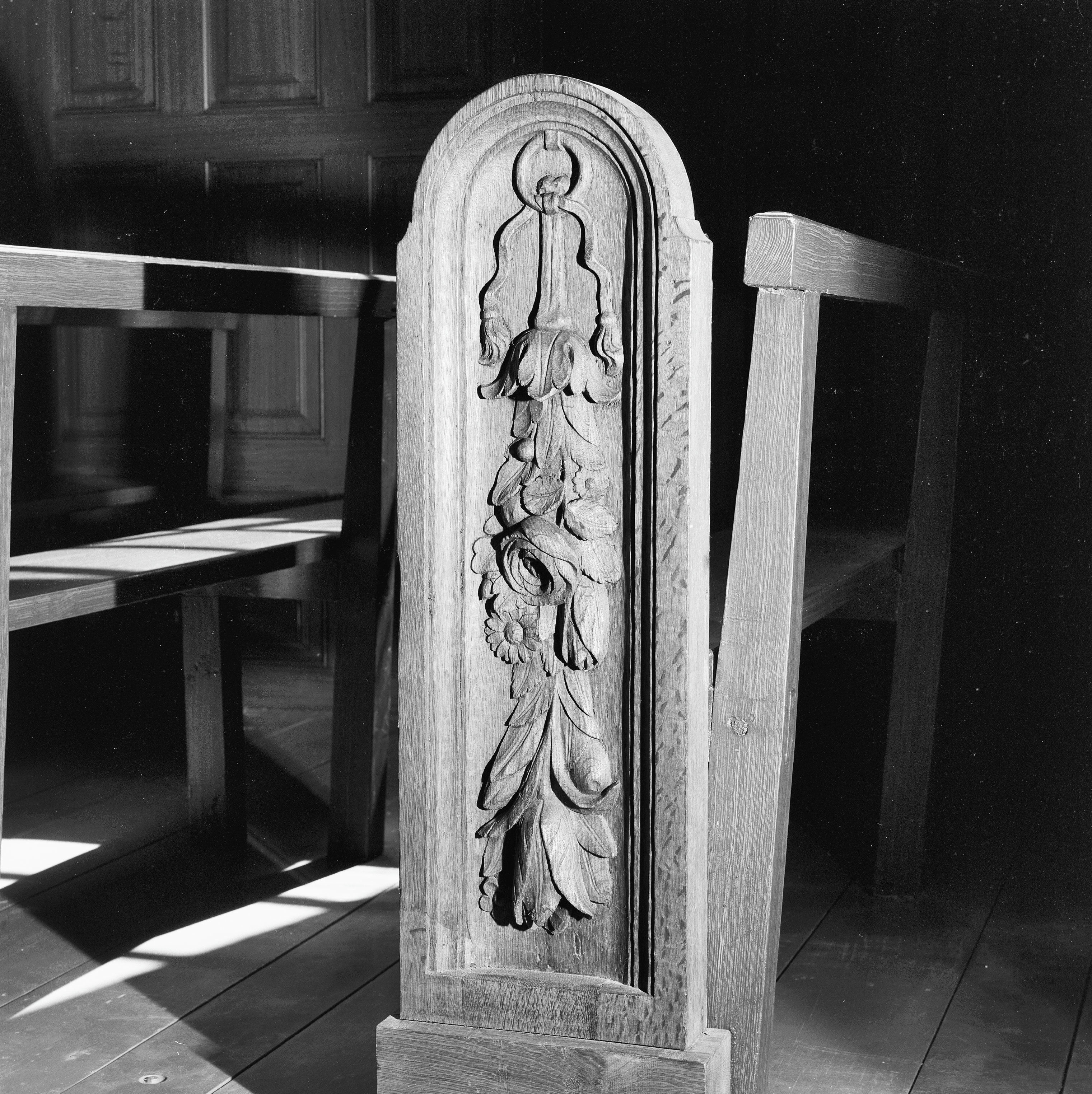
Zijschot kerkbank (1980)